# Завидный (Курская область)
Завидный — хутор в Фатежском районе Курской области России. Входит в состав Солдатского сельсовета.

## География
Хутор находится на реке Руда (левый и самый крупный приток Усожи в бассейне Свапы), в 97 км от российско-украинской границы, в 45 км к северо-западу от Курска, в 8 км к юго-западу от районного центра — города Фатеж, в 4 км от центра сельсовета — села Солдатское.
Климат
Завидный, как и весь район, расположен в поясе умеренно континентального климата с тёплым летом и относительно тёплой зимой (Dfb в классификации Кёппена).
Часовой пояс
Хутор Завидный, как и вся Курская область, находится в часовой зоне МСК (московское время). Смещение применяемого времени относительно UTC составляет +3:00.

## Население
| 1979 | 1989 | 2002 | 2010 |
| ---- | ---- | ---- | ---- |
| 45   | ↘33  | ↘19  | ↘8   |

## Инфраструктура
Личное подсобное хозяйство. В хуторе 16 домов.

## Транспорт
Завидный находится в 5,5 км от автодороги федерального значения М2 «Крым» (Москва — Тула — Орёл — Курск — Белгород — граница с Украиной) как часть европейского маршрута E105, в 7 км от автодороги регионального значения 38К-038 (Фатеж — Дмитриев), в 2,5 км от автодороги межмуниципального значения 38Н-679 (38К-038 — Солдатское — Шуклино), в 31 км от ближайшего ж/д остановочного пункта 29 км (линия Арбузово — Лужки-Орловские).
В 165 км от аэропорта имени В. Г. Шухова (недалеко от Белгорода).